# Pain
Pain je industrial metal skupina iz Švedske. V svoji glasbi prepletajo ekstremni metal in primesi techna. Bend v bistvu obsega le glasbenika Petera Tägtgrena, pevca skupine Hypocrisy, producenta studia The Abyss.

## Zasedba

### Trenutna zasedba
- Peter Tägtgren - pevec, vsi inštrumenti

### Nekdanji člani
- Mathias Kamijo - Kitara (živo)
- Saroth (Yngve Liljebäck) - Bas (živo)
- Horgh (Reidar Horghagen) - Bobni (živo)
- Andrea Odendahl - Kitara (živo)
- Alla Fedynitch - Bas (živo)
- David Wallin - Bobni (živo)

## Diskografija

### Albumi
- Pain - (1996)
- Rebirth - (1999)
- Nothing Remains The Same - (2002)
- Dancing With The Dead - (2005)
- Psalms Of Extinction - (2007)
- Cynic Paradise - (2008)

### DVD
- Live Is Overrated - (2005)